# 攀枝花国土局长枪击事件
攀枝花国土局长枪击事件是指2017年1月4日在中国四川省攀枝花市发生的一宗枪击事件，官方称为攀枝花“1·4”枪击案。

## 历史
当地时间上午10点50分许，该市国土资源局局长陈忠恕持枪闯入攀枝花市会展中心，向正在开会的市委、市政府主要领导人物连续射击。市委书记张剡和副书记兼市长李建勤受伤，陈忠恕离开枪击现场后，被发现在会展中心自杀身亡。
据警方通报，当日10时56分，110指挥中心接到报警：市国土资源局局长陈忠恕持枪进入攀宾会展中心议事厅，枪击正在参会的市委、市政府主要领导后逃窜。12时33分，警方在市会展中心负二楼楼梯转角处的一小房间内发现疑似犯罪嫌疑人的尸体和作案工具。中国公安部则派出刑侦警员参与侦办工作。
同年1月22日，四川省公安厅通报枪击案侦破情况，称陈忠恕因涉嫌违纪违法受到调查而心怀不满，故意实施报复杀人。通报中称2016年10月，攀枝花市东区检察院发现陈忠恕涉嫌收受贵重礼品，同时涉嫌其他严重违纪违法问题。市检察院向市委汇报后按程序将相关材料移交市纪委处理。警方通过调查称“认定此案系陈忠恕因涉嫌违纪违法受到调查而心怀不满、心生恐慌，故意实施报复杀人”。